# Kocurany
Kocurany jsou obec na Slovensku v okrese Prievidza. Žije zde 523 obyvatel. Rozloha katastrálního území činí 4,17 km².
První písemná zmínka o obci je z roku 1113. V obci je římskokatolická kaple Panny Marie.